# David Silver (informático)
David Silver (nacido en 1976) es investigador principal de Google DeepMind y profesor en el University College de Londres. Ha dirigido investigaciones sobre aprendizaje por refuerzo con AlphaGo y AlphaZero, y ha sido codirector de AlphaStar.
Es una de las personas más influyentes en el campo de la inteligencia artificial (IA), especialmente en el ámbito del aprendizaje por refuerzo y su aplicación en sistemas de juego y resolución de problemas complejos. 
Recibió el premio "ACM Prize in Computing" (2019) por avances en juegos computacionales.
Es miembro de la Royal Society (2021) por sus contribuciones a las redes Deep Q-Networks y AlphaGo.

## Educación
Estudió en el Christ's College de Cambridge,  graduándose en 1997 con el premio Addison-Wesley, y habiendo entablado amistad con Demis Hassabis mientras estaba en Cambridge. Silver regresó al mundo académico en 2004 en la Universidad de Alberta para estudiar un doctorado en aprendizaje de refuerzo dirigido por el cofundador de la disciplina Richard S. Sutton, donde co-introdujo los algoritmos utilizados en los primeros programas de Go 9×9 de nivel de maestría y se graduó en 2009. Su versión del programa MoGo (en coautoría con Sylvain Gelly) fue uno de los programas de Go más sólidos en 2009.

## Carrera e investigación
Después de graduarse de la universidad, Silver cofundó la empresa de videojuegos "Elixir Studios", donde fue director de tecnología y programador principal, recibiendo varios premios por tecnología e innovación.
Silver recibió una beca de investigación universitaria de la Royal Society en 2011 y, posteriormente, se convirtió en profesor en el University College de Londres. Sus conferencias sobre aprendizaje por refuerzo están disponibles en YouTube. Silver fue consultor de Google DeepMind desde sus inicios y se incorporó a tiempo completo en 2013.
Su trabajo reciente se ha centrado en combinar el aprendizaje de refuerzo con el aprendizaje profundo, incluyendo un programa que aprende a jugar a juegos de Atari directamente desde píxeles.

### AlphaGo
Silver comenzó a explorar la posibilidad de desarrollar un programa informático capaz de dominar el Go cuando era estudiante de doctorado en la Universidad de Alberta, y continuó siendo un tema de investigación recurrente. La idea clave de Silver para desarrollar AlphaGo fue combinar redes neuronales profundas con un algoritmo utilizado en videojuegos llamado "Monte Carlo Tree Search". Una de las ventajas de "Monte Carlo Tree Search" es que, al tiempo que busca la mejor estrategia percibida en un juego, el algoritmo también investiga continuamente otras alternativas. La victoria de AlphaGo sobre el campeón mundial de Go, Lee Sedol, en marzo de 2016 fue aclamada como un hito en la IA. Silver y sus colegas publicaron la tecnología fundamental que sustenta AlphaGo en el artículo "Dominando el juego de Go con redes neuronales profundas y Tree Search", publicado en Nature en 2016.
AlphaGo posteriormente recibió una Certificación Profesional honoraria de 9 Dan; y ganó el premio Cannes Lion a la innovación.

### AlphaZero
Dirigió el desarrollo de AlphaZero, que utilizó la misma IA para aprender a jugar Go desde cero. El algoritmo aprende completamente jugando a sí mismo, sin datos humanos ni conocimiento previo alguno, salvo las reglas del juego y, en una iteración posterior, sin siquiera conocer las reglas.
Posteriormente, AlphaZero también alcanzó un rendimiento sobrehumano en ajedrez, shogi y Go. En ajedrez, AlphaZero derrotó fácilmente al campeón mundial de ajedrez informático Stockfish, un programa de alto rendimiento diseñado por grandes maestros y expertos en programación de ajedrez.

### AlphaStar
En 2019 el equipo de DeepMind, dirigido por Silver, desarrolló AlphaStar, que dominó el videojuego multijugador StarCraft II, que había sido considerado un desafío increíblemente difícil para los sistemas de aprendizaje de IA. 
Este proyecto mostró cómo la IA puede manejar entornos complejos con información imperfecta, un paso hacia aplicaciones en robótica y toma de decisiones.

### Juegos Atari
En la Conferencia de Sistemas de Procesamiento de Información Neural (NeurIPS) de 2013, Silver y sus colegas de DeepMind presentaron un programa capaz de ejecutar 50 juegos de Atari con un nivel de habilidad humano. El programa aprendió a jugarlos basándose únicamente en la observación de píxeles y puntuaciones durante el juego. Los enfoques anteriores de aprendizaje por refuerzo no habían logrado nada parecido a este nivel de habilidad.
Silver combinó el aprendizaje profundo con el aprendizaje por refuerzo, creando sistemas que aprenden directamente de la entrada de píxeles. Este enfoque permitió a los sistemas aprender de manera más general, sin necesidad de características predefinidas.

## Publicaciones
Silver y sus colegas publicaron su método para combinar el aprendizaje por refuerzo con redes neuronales artificiales en un artículo seminal de 2015, "Human Level Control Through Deep Reinforcement Learning", ("Control de nivel humano mediante aprendizaje por refuerzo profundo"), publicado en Nature. En julio de 2025 el artículo había sido citado 36 445 veces teniendo un gran impacto en el campo. Posteriormente, Silver y sus colegas continuaron perfeccionando estos algoritmos de aprendizaje por refuerzo profundo con técnicas novedosas, y estos algoritmos siguen siendo unas de las herramientas más utilizadas en el aprendizaje automático.
Silver es uno de los miembros del personal de Google DeepMind con más publicaciones, con más de 253 876 citas en julio de 2025 y un índice h de 97 según Google Scholar.

## Premios y honores
"Royal Academy of Engineering Silver Medal" en 2017 por su contribución sobresaliente a la ingeniería del Reino Unido.
"Mensa Foundation Prize" en 2017 por el mejor descubrimiento en el campo de la inteligencia artificial.
Premio ACM en Informática en 2019 por sus avances revolucionarios en los juegos de computadora.
En 2021, Silver fue elegido miembro de la Royal Society (FRS) por sus "contribuciones a proyectos fundamentales como Deep Q-Networks, el primer sistema de aprendizaje por refuerzo de extremo a extremo del mundo, y AlphaGo, entrenado mediante autojuegos para convertirse en el primer programa en derrotar a un campeón mundial de Go, una hazaña considerada por muchos como una década adelantada a su tiempo".
Fue elegido miembro de la Asociación para el Avance de la Inteligencia Artificial en 2022 "por sus importantes contribuciones al aprendizaje automático y a la teoría de juegos, y por la aplicación del aprendizaje profundo a los juegos".